# Coprofagie

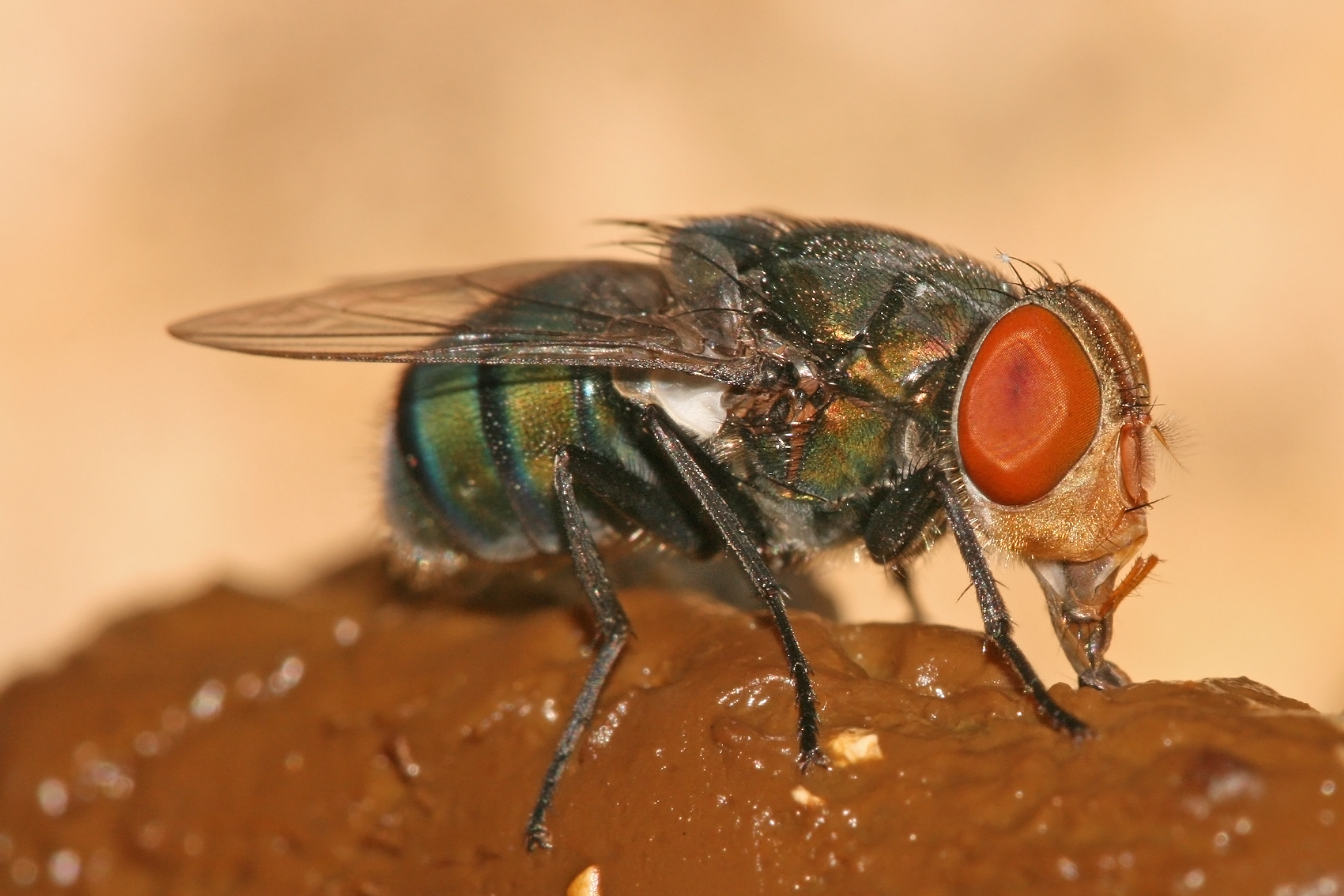
Chrysomya megacephala op dierlijke uitwerpselen.

Coprofagie (van het Oudgrieks: kópros (κόπρος) - ontlasting en phageîn (φαγεῖν) - eten) is de wetenschappelijke naam voor het eten van ontlasting. Er wordt ook weleens gesproken van scatofagie.

## Bij dieren

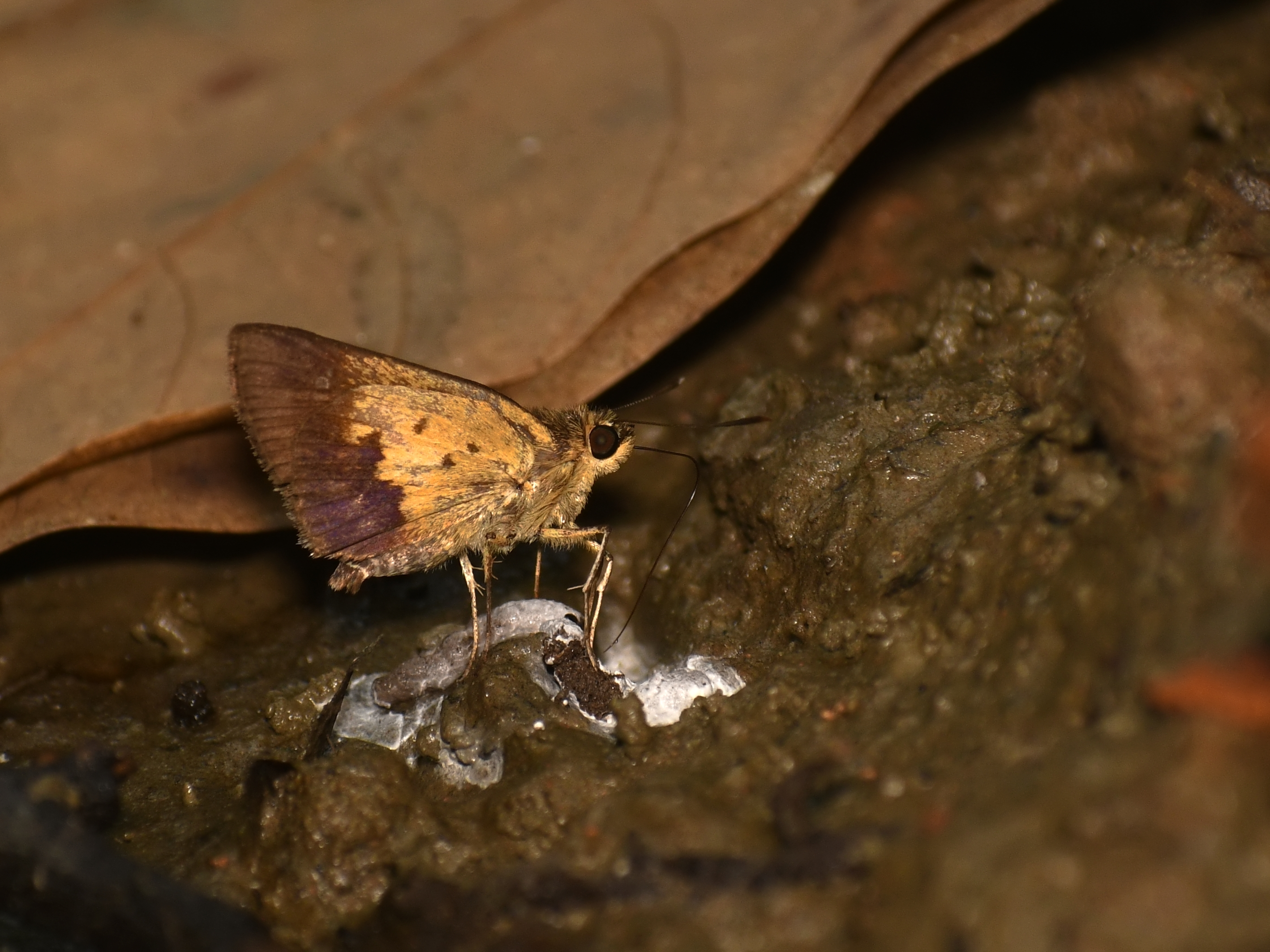
Een exemplaar van Zographetus satwa dat zich voedt met vogelpoep.

Bij sommige diersoorten (zoals het konijn en knaagdieren, waaronder ratten en de cavia) is het opeten van ontlasting nodig voor een gezonde darmflora. 
Er kan nog worden onderscheiden tussen het eten van de eigen ontlasting, van ontlasting van andere individuen van dezelfde soort (normaal voor cavia's) en van de ontlasting van andere soorten (normaal voor mestkevers). Ook van enkele schildpadden is bekend dat ze de mest van andere dieren eten.
Het opeten van eigen ontlasting komt soms ook voor bij honden die te vroeg uit het nest zijn weggehaald en te weinig opvoeding van het moederdier hebben gehad. Het moederdier verwijdert initieel de ontlasting van de puppy's. Later leert ze haar jongen zich te ontlasten buiten het nest en dat ontlasting niet wordt gegeten, maar dat ze er wel aan mogen ruiken. Mogelijk eten honden ook uitwerpselen van andere dieren als een vorm van opruimen.

## Bij mensen
Bij mensen - althans bij normaal begaafde volwassenen - is coprofagie een hoogst ongebruikelijk verschijnsel en wordt het meestal als een psychiatrisch symptoom gezien (bijvoorbeeld een parafilie). 
- Coprofagie komt voor in Markies de Sades boek Les 120 jours de Sodome en de vrije verfilming van Pier Paolo Pasolini onder de naam Salò o le 120 giornate di Sodoma, waar jongeren eerst worden gedwongen verse menselijke uitwerpselen op te eten voordat ze worden vermoord.
- In de Internetfilm 2 Girls 1 Cup ontlasten twee lesbische[bron?] vrouwen zich in een beker, waarna ze de inhoud consumeren en in elkaars mond braken.
- Harris Glenn Milstead (acteursnaam Divine) at hondenuitwerpselen aan het einde van de film Pink Flamingos.
- In de film Austin Powers: The Spy Who Shagged Me is te zien hoe Austin uitwerpselen opdrinkt terwijl hij denkt dat het koffie is.
- In de film American Pie: The Wedding eet Steve Stifler een hondendrol op om te verbergen dat hij de trouwring van zijn vriend is kwijtgeraakt.
- Van Kooten en De Bie maakten ooit een nepreportage over de "Shitclub", een Amsterdamse club waar mensen elkaars ontlasting aten. Deze sketch was bedoeld als persiflage op smakeloze reality tv bij commerciële zenders.[1]
- In de Kabouter Wesley-aflevering Brandverzekering komt een coprofagiescène voor. Kabouter Wesley zegt dat dat verplicht is.

### Werkelijkheid
Er zijn echte gevallen van coprofagie bekend. Bijvoorbeeld:
- Kopi Luwak is een koffie die wordt gemaakt van pitten uit loewakuitwerpselen.
- De Amerikaanse seriemoordenaar Albert Fish (1870–1936) bedreef coprofagie.

amylofagie (zetmeel) · coprofagie (ontlasting) · urofagie (urine) · geofagie (aarde, zand, klei of kalk) · hylofagie (glas) · mucofagie (slijm) · pagofagie (sneeuw of ijs) · trichofagie (haar of wol) · xylofagie (hout of papier)